# Jorge Orlando Suárez
Jorge Orlando Suárez Sánchez (Ibagué, Tolima, Colombia; 14 de mayo de 1998) es un futbolista colombiano que juega de delantero centro. Actualmente juega en el Real Santander de la Categoría Primera B de Colombia.

## Trayectoria

### Inicios
Inició su formación en el equipo de fútbol Baby Soccer de la ciudad de Ibagué, que compite en la División Aficionada del Fútbol Colombiano (Difutbol). Desde este equipo, se le gestionó la presentación de unas pruebas de admisión en Alianza Petrolera. Tras superarlas, fue aceptado en las divisiones menores.

### Alianza Petrolera

#### 2017
Para el inicio de 2017, se incorporó a las inferiores de Alianza Petrolera. Debutó con gol con el equipo profesional el 12 de abril de 2017 contra Real Santander por Copa Colombia, haciendo el ingreso al 81 de partido, y en el 85 marcando su primer gol, dándole de esta forma la victoria al conjunto aurinegro 2 por 1.

#### 2018
Volvería a jugar el 18 de marzo de 2018 contra Jaguares de Córdoba por la liga colombiana, esto fue al minuto 72 por Manuel Palacios. El resultado final del partido sería una victoria 4-0 para Alianza Petrolera.
No volvería a sumar minutos por Copa Colombia, sino hasta el 2 de mayo de 2018 contra La Equidad, al ingresar por Erick Palacios. El marcador final de aquel partido sería un empate 1-1.
Jugaría otra vez contra Jaguares de Córdoba el 18 de septiembre de 2018 por la Liga Águila-II, pero ahora, dicho conjunto hacia el rol de local. Ingreso en el min 69 por César Augusto Arias. El resultado del partido concluyó con una derrota 1-0 para Alianza Petrolera.
Anotaría su primer gol por liga el 6 de octubre de 2018, en la visita de Alianza petrolera a Neiva con miras a enfrentar al Atlético Huila. El profe Estrada ordenó la salida de Daniel Santa por Jorge en el minuto 56 de partido, y vistiendo la camiseta número 26, allí en el Plazas Alcid, cuando corría el min 60, marcó el gol que significó el empate,  sin embargo, solo sería de forma parcial, ya que Alianza no logró mantener el marcador empatado y el resultado final sería otra derrota por 2-1, concretándose así, la quinta caída consecutiva del conjunto de Barrancabermeja.
Al 8 de octubre de 2018 acumula 2 goles en el fútbol profesional, marcando uno por liga y otro por copa colombiana.

## Clubes
| Club              | País     | Año             |
| ----------------- | -------- | --------------- |
| Alianza Petrolera | Colombia | 2017 - 2019     |
| Real Santander    | Colombia | 2020 - Presente |

## Estadísticas
| Club                         | Div                 | Temporada           | Liga  | Liga  | Copa Nacional | Copa Nacional | Copa Internacional | Copa Internacional | Total | Total | Prom. · |
| Club                         | Div                 | Temporada           | Part. | Goles | Part.         | Goles         | Part.              | Goles              | Part. | Goles | Prom. · |
| ---------------------------- | ------------------- | ------------------- | ----- | ----- | ------------- | ------------- | ------------------ | ------------------ | ----- | ----- | ------- |
| Alianza Petrolera · Colombia | 1.ª                 | 2017                | 0     | 0     | 1             | 1             | -                  | -                  | 1     | 1     | 1,0     |
| Alianza Petrolera · Colombia | 1.ª                 | 2018                | 3     | 1     | 1             | 0             | -                  | -                  | 4     | 1     | 0,25    |
| Alianza Petrolera · Colombia | Total               | Total               | 3     | 1     | 2             | 1             | -                  | -                  | 5     | 2     | 0,4     |
| Total en su carrera          | Total en su carrera | Total en su carrera | 3     | 1     | 2             | 1             | 0                  | 0                  | 5     | 2     | 0,4     |

## Palmarés

### Distinciones individuales
| Distinción                                    | Año  |
| --------------------------------------------- | ---- |
| Goleador del Torneo Nacional Sub-21 (4 goles) | 2017 |